# گوستاو گروس

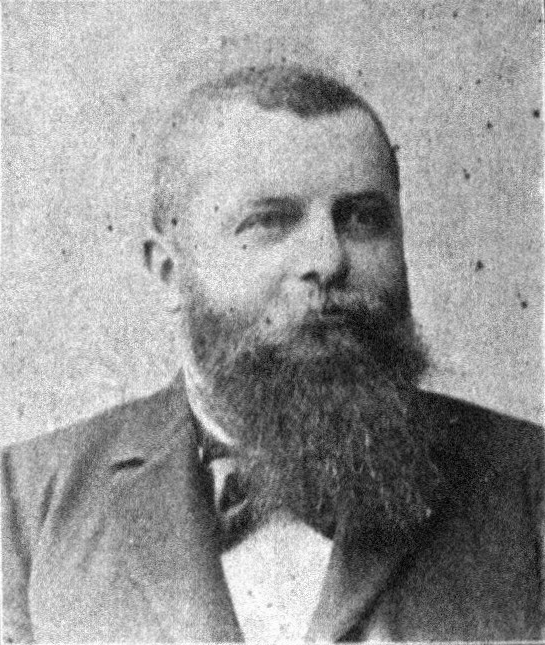
پرتره گراس حدود ۱۹۰۷ میلادی

گوستاو گروس (Gustav Groß) (۱۸۵۶ – ۱۹۳۵)، یک سیاست‌مدار بوهمیایی آلمانی لیبرال ملی بود.

## زندگی
گوستاو گروس در ۱۲ ژوئن ۱۸۵۶ میلادی در راینچنبرگ در سلطنتی بوهم، بخشی از امپراتوری اتریش، متولد شد. پدرش، گوستاو رابرت گروس، صنعت‌گر راه‌آهن و یکی از شرکت کنندگان پارلمان فرانکفورتف به عنوان بخشی از انقلاب‌های سال ۱۸۴۸ میلادی در سراسر کنفدراسیون آلمان بود. گوستاو گروس در دانشگاه‌های وین و برلین اقتصادی سیاسی خواند. از سال ۱۸۷۷ تا ۱۸۸۱ میلادی او در ولایت اتریش پایین یکی از مقامات سیاسی و از سال ۱۸۸۵ میلادی، یک privatdozent (پروفسور مستقل) اقتصاد سیاسی در دانشگاه وین بود. او بعدها به ایگلاو نقل مکان کرد و به عضویت شورای مارگراویات موراویا درآمد. در سال ۱۸۸۹ میلادی او به مجلس نمایندگان (به آلمانی: Abgeordnetenhaus)، مجلس نمایندگان شورای امپراتوری انتخاب شد. او به عنوان یک لیبرال آلمانی از شهر ایگلاو نمایندگی می‌کرد. زمانی که در مجلس نمایندگان بود او سخن‌گوی برای تمام اقوام آلمانی در شورا گردید. او عضو اتحادیه مدرسه آلمان شد و از سال ۱۸۸۵ رئیس این اتحادیه بود. گروس همچنین زندگی‌نامه‌نویس کارل ماکس نیز بود.
گروس از سال ۱۹۱۱ میلادی رئیس Deutscher Nationalverband، ائتلاف گسترده احزاب سیاسی ملی‌گرایان و لیبرال‌های آلمانی بود که برای رقابت در انتخابات ۱۹۱۱ میلادی با شورای امپراتوری شکل گرفته بود. Deutscher Nationalverband در آن انتخابات برنده شد. با وجود آن، این شورا پس از آغاز جنگ جهانی اول در سال ۱۹۱۴ میلادی به تعلیق درآمد. گروس بعداً در سال‌های ۱۹۱۷ – ۱۹۱۸ میلادی، در جریان روزهای آخری اتریش – مجارستان، به طرف اخیر جنگ، به عنوان رئیس مجلس نمایندگان ایفای وظیفه کرد. در این سمت به عنوان رئیس نمایندگان، گوستاو گروس در جلسه ۱۲ نوامبر ۱۹۱۸، یک روز پس از کناره‌گیری امپراتور چارلس اول، «سخنرانی ۹ دقیقه پایانی» را ایراد کرد. بر اساس پیشنهاد گروس، یک پیشنهاد «برای جلسه بعدی هیچ روزی برای رای دادن وجود ندارد» (keinen Tag für die nächste Sitzung zu bestimmen) تصویب گردید. پس از ۱۰ دقیقه، جلسه به پایان رسیده و همراه با آن شورای امپراتوری نیز خاتمه یافت. در روز آینده، «آسمبله مشروطه ملی» جای شورا را گرفته و جمهوری آلمان-اتریش را اعلام کرد.
گروس به عنوان رئیس حزب بزرگ مردم آلمان، از ۲۱ اکتبر ۱۹۱۸ تا ۱۶ فوریه ۱۹۱۹ عضو آسمبله مشروطه ملی بود. او در موراویا از آلمان‌ها نمایندگی کرد، کشوری که به دلیل ممنوعیت از سوی قدرت‌های متحدین نتوانست بخشی از المان اتریش باقی بماند. در عوض، جمهوری چک-سلواکیا که از طریق نظامی سرزمین‌های آلمان‌ها را در موراویا و بوهمیا اشغال کرده بود، این زمین‌ها را به‌دست‌آورد. آلمان‌ها در سال ۱۹۱۹ میلادی در این سرزمین‌ها اجازه نداشتند تا در انتخابات آسمبله مشروطه اتریش شرکت کنند. پیشنهاد وین برای منصوب کردن نمایندگان پارلمان آلمان برای این مناطق مجبوراً لغو گردید.
گروس در ۲۳ فوریه ۱۹۳۵ میلادی در وین از دنیا رفت.

## متون
- Groß, Gustav. In: Der große Brockhaus in 12 Bänden. 16. Aufl. , Band 5, Gp – Iz, Wiesbaden 1954
- "Gross, Gustav". In: Österreichisches Biographisches Lexikon 1815–1950 (ÖBL). Vol. 2, Austrian Academy of Sciences, Vienna 1959, p. 73.
- Brigitte Deschka: Dr. Gustav Groß, phil. Diss. , Wien 1966